# Aster kayserianus
Aster kayserianus là một loài thực vật có hoa trong họ Cúc. Loài này được Schur mô tả khoa học đầu tiên năm 1866.